# العلاقات اليابانية الغرينادية
العلاقات اليابانية الغرينادية هي العلاقات الثنائية التي تجمع بين اليابان وغرينادا.

## مقارنة بين البلدين
هذه مقارنة عامة ومرجعية للدولتين:
| وجه المقارنة                                              | اليابان         | غرينادا                                |
| --------------------------------------------------------- | --------------- | -------------------------------------- |
| المساحة (كم2)                                             | 377.97 ألف      | 348                                    |
| عدد السكان (نسمة)                                         | 126.79 مليون    | 107.83 ألف                             |
| الكثافة السكانية (ن./كم²)                                 | 335.45          | 30.99 ألف                              |
| العاصمة                                                   | طوكيو           | سانت جورجز                             |
| اللغة الرسمية                                             | اللغة اليابانية | لغة إنجليزية، إنكليزية غرنادة المولدة ‏ |
| العملة                                                    | ين ياباني       | دولار شرق الكاريبي                     |
| الناتج المحلي الإجمالي (بليون دولار)                      | 4.87 تريليون    | 1.12 مليار                             |
| الناتج المحلي الإجمالي (تعادل القوة الشرائية) بليون دولار | 5.18 تريليون    | 1.45 مليار                             |
| الناتج المحلي الإجمالي الاسمي للفرد دولار أمريكي          | 34.52 ألف       | 9.21 ألف                               |
| الناتج المحلي الإجمالي للفرد دولار أمريكي                 | 36.62 ألف       | 12.43 ألف                              |
| مؤشر التنمية البشرية                                      | 0.903           | 0.750                                  |
| رمز المكالمات الدولي                                      | +81             | +1473                                  |
| رمز الإنترنت                                              | .jp             | .gd                                    |
| المنطقة الزمنية                                           | توقيت اليابان   | 00                                     |

## منظمات دولية مشتركة
يشترك البلدان في عضوية مجموعة من المنظمات الدولية، منها:
| علم المنظمة | اسم المنظمة                               | تاريخ انضمام اليابان | تاريخ انضمام غرينادا |
| ----------- | ----------------------------------------- | -------------------- | -------------------- |
|             | يونسكو                                    | 2 يوليو 1951         | 17 فبراير 1975       |
|             | مؤسسة التمويل الدولية                     | 20 يوليو 1956        | 28 أغسطس 1975        |
|             | المركز الدولي لتسوية المنازعات الاستشارية | 16 سبتمبر 1967       | 23 يونيو 1991        |
|             | منظمة حظر الأسلحة الكيميائية              | ?                    | ?                    |
|             | مؤسسة التنمية الدولية                     | 27 ديسمبر 1960       | 28 أغسطس 1975        |
|             | منظمة التجارة العالمية                    | ?                    | ?                    |
|             | وكالة ضمان الاستثمار متعدد الأطراف        | 12 أبريل 1988        | 12 أبريل 1988        |
|             | الاتحاد البريدي العالمي                   | ?                    | ?                    |
|             | الاتحاد الدولي للاتصالات                  | 29 يناير 1879        | 17 نوفمبر 1981       |
|             | منظمة الشرطة الجنائية الدولية             | ?                    | ?                    |
|             | الأمم المتحدة                             | 18 ديسمبر 1956       | 17 سبتمبر 1974       |
|             | البنك الدولي للإنشاء والتعمير             | 13 أغسطس 1952        | 27 أغسطس 1975        |

## وصلات خارجية
- موقع وزارة الخارجية اليابانية